# Pedilus weberi
Pedilus weberi es una especie de coleóptero de la familia Pyrochroidae.

## Distribución geográfica
Habita en Europa.